# Formigine
Formigine là một đô thị (comune) ở tỉnh Modena, vùng Emilia-Romagna của Ý. Đô thị Formigine có diện tích 46,98 km2, dân số thời điểm 31 tháng 5 năm 2005 là 31.126 người, dân số năm 2007 là 31.643 người.
. Formigine xuất phát từ việc thành lập lâu đài năm 1201 bởi Modena, làm pháo đài phòng chống Bologna, kẻ thù truyền thống của Modena. Năm 1395 Niccolò III d'Este tặng vùng này dưới dạng thái ấp cho Marco Pio, chúa của Carpi.